# Église Saint-Assiscle-et-Sainte-Victoire de Sorède
L'église Saint-Assiscle-et-Sainte-Victoire est l'église paroissiale de Sorède dans le département des Pyrénées-Orientales. L'église se situe au cœur du village, à côté du château seigneurial.

## Histoire de l'église
L'église Saint-Assiscle-et-Sainte-Victoire de Sorède est mentionnée dès l'an 1051, date à laquelle elle est déjà paroissiale. Il ne reste aucun vestige connu de l'église de cette période, et sa localisation exacte est encore inconnue. On suppose qu'elle était de style roman ou préroman. C'est au XIVe siècle que l'édifice fut reconstruit à son emplacement actuel, à côté du château seigneurial. Cette seconde église a également été presque entièrement détruite (mis à part quelques rares vestiges) au début du XVIIIe siècle, quand l'édifice actuel a été construit. Le portail, sur le côté sud, porte la date 1733. De grands travaux de réfection furent entrepris au cours du XIXe siècle, avec notamment l'ajout d'une voûte en croisée d'ogives et la construction d'une tour pour abriter l'horloge communale. Le clocher-mur date quant à lui du milieu du XVIIIe siècle.

## Description de l'édifice
Il s'agit d'une église à nef unique, orientée vers le nord. L'abside, construite sur des bases du XIVe siècle, est en forme de demi-octogone. La nef, percée de six chapelles latérales et de sept fenêtres, est couverte par une fausse voûte en ogives (datant de 1879) qui a remplacé la charpente apparente d'origine.

## Le Mobilier
L'église de Sorède semble avoir énormément souffert durant la Révolution française durant laquelle elle a été pillée, de ce fait il reste peu d'éléments anciens. Il reste cependant quelques éléments baroques dont :
- Le retable du Rosaire, œuvre anonyme du début XVIIIe siècle, situé dans une chapelle latérale, remarquable par sa finesse d'exécution.
- Les statues des saints patrons placées dans le chœur et provenant de l'ancien retable du Maître-Autel, détruit.

Le chœur est orné de marbrures néo-gothiques de belle facture. C'est d'ailleurs à ce style que se rattache la majorité du mobilier. Les vitraux sont à noter pour leur qualité : datant de 1879, ils ont été dessinés par les peintres-verriers du Mans, Eugène Hucher et Edouard Rathouis de la Fabrique du Carmel.

Le portail principal est surmonté d'un chapiteau roman incrusté dans le mur, on en ignore la provenance, mais il a souvent été suggéré qu'il proviendrait de l'ancien cloître de l'abbaye Saint-André-de-Sorède, dans le village voisin.